# C. D. Payne
C. D. Payne (* 5. července 1949 Akron, Ohio) je americký spisovatel, představitel absurdního humoru. Proslavil se zejména sérií knih o fiktivním mladíkovi Nicku Twispovi, pojmenovanou Mládí v hajzlu.

## Život
Po vystudování Harvardu se živil jako sázeč, redaktor, fotograf, reklamní textař, grafik, výrobce nábytku a hraček, projektant a stavitel domů. V poslední době se věnuje převážně psaní beletrie pro mládež a stará se o chod vlastního knižního vydavatelství Aivia Press, které založil.

### Studia
Po studiu na Akronské střední škole se zapsal na Harvard College, kde jeho hlavním oborem byla evropská historie. Absolvoval ji v roce 1971.

### Rodina
Se svou manželkou žije ve městě Sonoma County, severně od San Francisca.

## Dílo

### Romány
- Mladík v odboji, 1995 – 1. díl oktalogie (deník Nicka Twispa) Mládí v Hajzlu
- Mladík v okovech, 1995 – 2. díl oktalogie (deník Nicka Twispa) Mládí v Hajzlu
- Mladík v exilu, 1995 – 3. díl oktalogie (deník Nicka Twispa) Mládí v Hajzlu
- Mladík v chomoutu, 2000 – 4. díl oktalogie (deník Nicka Twispa) Mládí v Hajzlu
- Cut to the Twisp, 2001 – neuveřejněné scény v americké verzi Mládí v Hajzlu
- Americké krásky, 2003 – hudební román parodující politiku USA
- Mladík pod pantoflem, 2005 – 5. díl oktalogie (deník Nicka Twispa) Mládí v Hajzlu
- Mladík v Nevadě, 2006 – 6. díl oktalogie (deník mladšího bratra Nicka Twispa) Mládí v Hajzlu
- Neviditelný, 2010 – absurdní příběh sedmatřicetiletého chlapíka, který se stane neviditelným
- Dědictví aneb jak Helena ke štěstí přišla, 2011 – poutavý příběh ženy středních let proložený humorem ale i napětím
- Mládí furt v hajzlu, 2012 – 7. díl oktalogie (deník Nickova syna Scotta Twispa) Mládí v Hajzlu
- Brenda Veliká, 2013 – humorný příběh svérázné dospívající školačky Brendy
- Nestydaté Plavky, 2014 – velice volně navazující román, že stejného prostředí, dějově předcházející Mládí v...
- Mládí imrvére v hajzlu aneb Geny nezapřeš, 2016 - 8. díl oktalogie (deník Nickova syna Nicka Davidsona/Twispa) Mládí v Hajzlu
- Zázrak v plechovce, 2017
- Z hovna bič, 2017
- Povolení prudit, 2019 - 9. díl (deník Nickova syna Nicka Davidsona/Twispa) Mládí v Hajzlu
- Nadržený rebel, 2020 - 10. díl (deník Nickova syna Nicka Davidsona/Twispa) Mládí v Hajzlu

### Bajky
- Holubí Mambo, 1999 – bajka popisující příběhy holubů

### Divadelní hry
- Královna Ameriky, 2002 – divadelní hra (komedie)

## Práva na dílo
- knižní práva na vydávání knih C. D. Payna v ČR odkoupilo brněnské nakladatelství Jota
- filmová práva na knihu Holubí mambo zakoupila společnost Fox animations, avšak natáčení se nerealizovalo
- filmová práva na první tři díly Mládí v Hajzlu zakoupila společnost Dimension Films, v kinech od ledna 2010